# Vertrag von Newcastle
Der Vertrag von Newcastle war ein am 14. August 1244 geschlossener Friedensvertrag zwischen England und Schottland. Er beendete eine Krise, die fast zu einem Krieg zwischen den beiden Reichen geführt hatte.

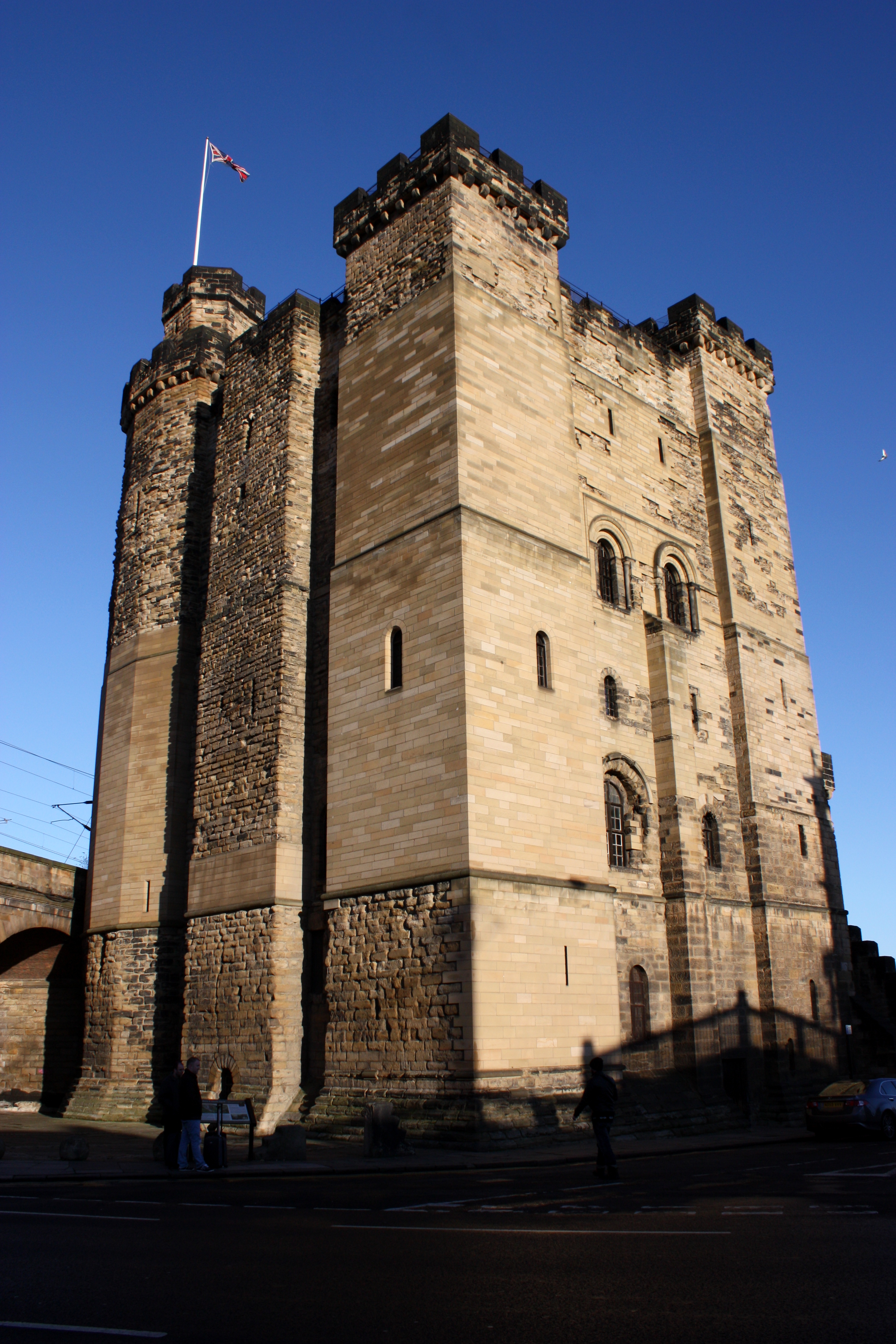
Der Keep der königlichen Burg von Newcastle, wo vermutlich der Vertrag geschlossen wurde

## Politische Krise zwischen England und Schottland
Im 1237 geschlossenen Vertrag von York hatte der schottische König Alexander II. endgültig auf die Ansprüche der schottischen Könige auf nordenglische Gebiete verzichtet und damit auf jahrzehntealte Ansprüche verzichtet, die die Beziehungen zwischen England und Schottland stark belastet hatten. Dennoch kam es ab 1243 zu einer schweren Krise in den Beziehungen zwischen den beiden Reichen. Unmittelbarer Auslöser dafür war vermutlich der Besuch des aus Schottland verbannten Barons Walter Bisset vor Herbst 1243 beim englischen König Heinrich III. Der englische König hielt sich zu diesem Zeitpunkt in der Gascogne auf, wo er einen erfolglosen Feldzug gegen den französischen König Ludwig IX. geführt hatte. Bisset erklärte, dass der schottische König ihn auf Druck von anderen Baronen zu Unrecht verbannt hätte. Heinrich III. hatte die Politik des schottischen Königs bereits zuvor mit Misstrauen verfolgt. Durch Bissets Berichte wurde er nun stark beunruhigt, denn er fürchtete offenbar ein gegen England gerichtetes schottisch-französischen Bündnis. Neben den Gerüchten, die Bisset verbreitete, trugen dazu die Heirat des schottischen Königs mit der französischen Adligen Marie de Coucy, deren Vater ein erklärter Gegner der englischen Politik in Frankreich war, sowie die Flucht des in England geächteten Geoffrey de Marisco nach Schottland bei. Auch die Verstärkung der Befestigungen der unweit der Grenze gelegenen Burgen Hermitage und Tarset Castle bereitete dem englischen König Sorge. Heinrich III. hatte für die Dauer seines Feldzugs nach Frankreich die Verwaltung von Newcastle und von anderen Burgen dem schottischen König anvertraut und befürchtete nun, dass die Schotten erneut versuchen würden, diese Burgen ihrem Reich einzuverleiben. Vielleicht sah er auch eine Gelegenheit, um die Oberhoheit über Schottland zu beanspruchen. In einem Brief an den schottischen König erklärte er, dass die Verbannung von Bisset unrechtmäßig sei, weil sie ohne seine Zustimmung erfolgte. Damit beanspruchte er faktisch die Oberhoheit über Schottland, was der schottische König entschieden zurückwies. Der englische König wies im April 1244 seine Beamten in Nordengland an, Reisende nach Schottland festzusetzen und eventuelle Briefe zu beschlagnahmen und zu ihm zu senden. Im Mai 1244 berief Heinrich III. sein Heer für den 1. August 1244 nach Newcastle ein. Im Juli zog Heinrich III. dann nach Newcastle. Der schottische König traf daraufhin Vorbereitungen für die Abwehr eines englischen Angriffs und stellte ebenfalls ein Heer ein. Mit diesem zog er durch Northumberland nach Ponteland. Anfang August standen die beiden Heere nur etwa zehn Kilometer voneinander entfernt und die beiden Reiche befanden sich am Rande eines Krieges.

## Verlauf der Verhandlungen
Beide Seiten trachteten aber offenbar nicht nach Krieg und stimmten schließlich Verhandlungen zu. Der englische König sicherte am 6. August dem schottischen König freies Geleit zu, so dass sich die beiden in Newcastle treffen konnten. Der schottische König hatte wahrscheinlich keine ernsthaften Pläne für ein Bündnis mit Frankreich gehabt. Richard von Cornwall, der Bruder des englischen Königs, sowie mehrere englische Barone setzten sich für den schottischen König ein, so dass die Krise rasch beigelegt werden konnte. Am 14. August 1244, vielleicht auch schon vor dem 10. August erneuerten die beiden Könige in einem Vertrag ihren Frieden.

## Vertragsinhalt
In dem Vertrag wurde der Anspruch des englischen Königs auf Oberhoheit nicht mehr erwähnt und damit fallen gelassen. Das Exil von Walter Bisset wurde nicht aufgehoben, obwohl er vermutlich wenig später nach Schottland zurückkehren durfte. Der schottische König versprach dem englischen König seine Treue und Ergebenheit und dass er keine Verträge mit dessen Feinden schließen würde. Der schottische König legte allerdings selbst keinen Eid auf die Einhaltung des Vertrags ab. Dies übernahm Alan Durward, der zu dieser Zeit wichtigste Berater des schottischen Königs, zusammen mit drei weiteren schottischen Magnaten. Vier schottische Bischöfe und 24 schottische Barone schworen, dass sie ihren König im Falle eines Eidbruchs nicht unterstützen würden. Zu diesen schottischen Baronen gehörten auch Patrick Dunbar, 5. Earl of Dunbar und Walter Comyn, Earl of Menteith. Beide versicherten auch, dass sie 1237 nicht an Angriffen auf englische Besitzungen in Irland beteiligt gewesen waren und dass sie in diesem Jahr William de Marisco keine Zuflucht gewährt hätten. Vermutlich wurde in Newcastle auch die Verlobung des schottischen Thronfolgers Alexander mit einer Tochter des englischen Königs vereinbart. Damit wollte der englische König vermutlich sicherstellen, dass der schottische Königssohn nicht mit einer französischen Prinzessin verlobt wurde.